# Universidad de Bretaña Sur
La Universidad de Bretaña Sur (en francés: Université de Bretagne Sud, abreviada en
UBS), es una universidad situada en el departamento de Morbihan, en
Bretaña (Francia). Fue creada en 1995 como cuarta universidad bretona,
siendo la más reciente entre ellas después de las de Rennes-I,
Rennes-II y Bretaña Occidental. Se reparte entre los Campus de
Vannes y de Lorient y dispone de una delegación de este último en Pontivy.